# Copenhagen Suborbitals
Copenhagen Suborbitals (CS) est une organisation à but non lucratif dont l'objectif est de réaliser un vol suborbital avec équipage. L’organisation, basée à Copenhague, au Danemark, est la seule structure amateur à avoir pour objectif un vol habité dans l'espace. Ils déclarent travailler selon les principes de l'open source en utilisant des solutions simples et éprouvées. Le financement du projet est assuré par des sponsors et des dons matériels ou d'argent.
Depuis ses débuts en 2008, Copenhagen Suborbitals a fait décoller six fusées de sa fabrication et testé deux capsules non habitées. Son but, à terme, est de réaliser un vol suborbital au-delà de la ligne de Kármán (à 100 km d’altitude). Ce but doit être atteint avec la fusée Spica.
Si Copenhagen Suborbitals parvenait à son but, le Danemark serait la quatrième nation à envoyer un humain dans l’espace après la Russie, les États-Unis et la Chine.
Copenhagen Suborbitals est composé de 55 membres bénévoles,.

## L'association

### Création de Copenhagen Suborbitals.
Copenhagen Suborbitals a été créé en 2008 par Kristian von Bengtson et Peter Madsen en tant qu'association à but non lucratif, open-source, et opérant via un financement participatif . Le 23 février 2014, Copenhagen Suborbitals a annoncé le retrait du projet de son cofondateur Kristian von Bengtson en raison de difficultés relationnelles avec Peter Madsen, Copenhagen Suborbitals précisant toutefois que les objectifs du projet restaient inchangés. Quatre mois plus tard, en juin 2014, Peter Madsen quitte également l’organisation à la suite de mésentente avec les autres membres. Depuis cette date, Peter Madsen n’a plus aucun lien avec l’organisation.

### Financement participatif
Le financement de l’organisation est assuré par des dons uniques ou mensuels venant du monde entier, de particuliers comme d’entreprises. Copenhagen Suborbitals reçoit aussi de l’aide via des dons en nature. Le financement est aussi assuré par des ventes de goodies et la réalisation de conférences. L’ensemble du budget est consacré à la fabrication des fusées et aux frais de fonctionnement, les membres étant tous bénévoles.

### Limites de l’open source
Copenhagen Suborbitals souhaite depuis ses débuts travailler selon l’esprit de l’open source. Leurs comptes Twitter et Facebook permettent de suivre pas à pas la conception des fusées et leur réalisation et la nature même de leur financement participatif induit une grande transparence avec les contributeurs. Cependant, au vu des applications potentiellement malveillantes qui pourraient être faites de leurs travaux pour la fabrication de missiles ou de roquettes évoluées, Copenhagen Suborbitals ne publie pas de documents de conception détaillés de leurs fusées et moteurs.

### Atelier
Copenhagen Suborbitals a débuté ses activités sur une barge appelée M/S Half Machine, dans le port de Copenhague. En août 2009, ils déménagent dans un ancien chantier naval appelé Burmeister & Wain shipyard situé à Refshaleøen, à Copenhague. Leur atelier est surnommé HAB 2 pour « Horizontal Assembly Building » en référence au VAB de la Nasa, « Vehicle Assembly Building ».

### Lancement depuis la mer Baltique

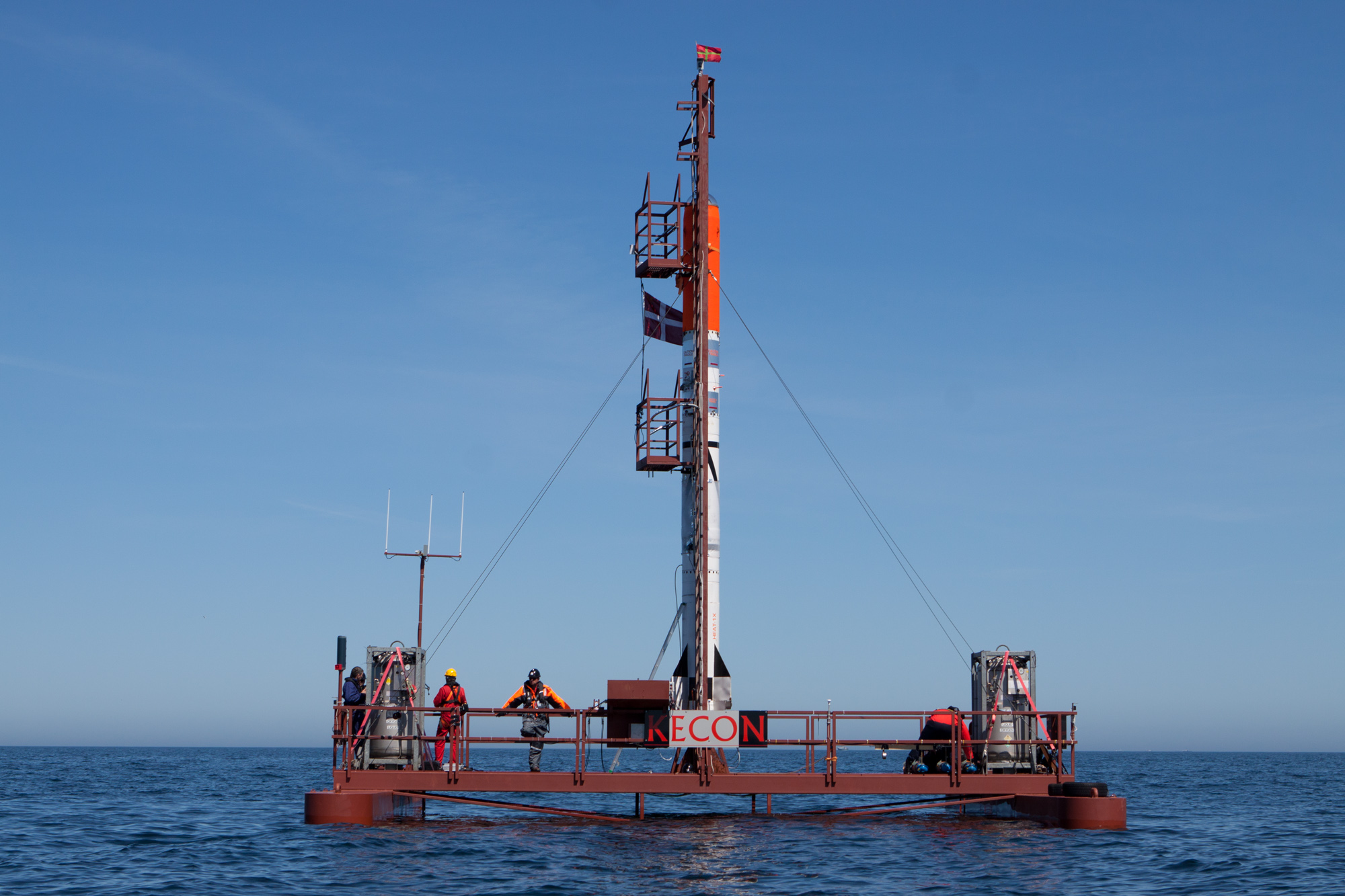
Plateforme de tir flottante MLP Sputnik portant la fusée HEAT 1X Tycho Brahe, photographie juin 2011.

Un des aspects uniques pour un projet amateur de ce type est que les lancements sont réalisés depuis la mer Baltique. Les tirs sont effectués à l’est de l’île danoise de Bornholm dans un secteur maritime voué aux activités militaires aux coordonnées 55° 02′ 57″ N, 15° 36′ 11″ E en accord avec les autorités du Danemark. Pendant ces tirs, le port de Nexø est utilisé comme base arrière, tandis qu’en temps normal l’organisation est basée à Copenhague.
Pour les campagnes de tirs, deux bateaux principaux sont utilisés :
- MLP Sputnik : Plateforme de lancement à coque catamaran, non habitable, autopropulsée. Propriété de Copenhagen Suborbitals ;
- M/S Bolette Munkholm : Bateau de commandement, accueille le contrôle de tir et la grue de récupération de la fusée. Propriété de Copenhagen Suborbitals[6].

Pendant les lancements, les navires de Copenhagen Suborbitals sont accompagnés d’une flottille de bateaux et d’avion, incluant souvent le patrouilleur MHV903 Hjortø des garde-côtes danois. Quand ils ne sont pas en mer pour un lancement, les bateaux de l’organisation sont basés à Copenhague.

### Vols suborbital, profil de mission

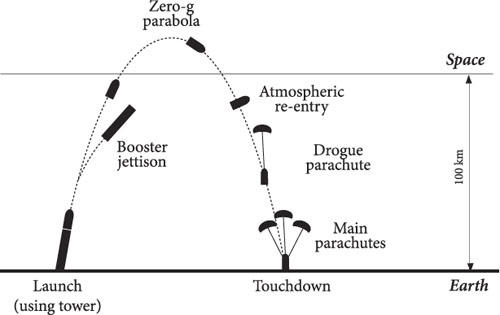
Profil de vol suborbital

Depuis son site de décollage en mer Baltique, la fusée mono-étage Spica doit emporter la capsule habitée jusqu’à 100 km d’altitude, où débute l’espace. Une fois séparée du lanceur, la capsule retombe dans la mer Baltique, ralentie d’abord par un ballute puis par un parachute. Durant ce vol balistique la capsule n'est pas mise en orbite et retombe donc d'elle-même sur terre, près de son lieu de lancement. Ce profil de mission est identique à celui de Mercury-Redstone 3, Virgin Galactic ou de Blue Origin.
À la différence d’une mise en orbite, un vol balistique est court (inférieur à 15 minutes d'apesanteur) mais demande beaucoup moins de carburant, le rendant possible avec des fusées mono-étage.

### Astronautes
En 2017, cinq candidats sont volontaires pour effectuer le premier vol habité à bord de la fusée Spica.
- Mads Stenfatt
- Anna Olsen
- Carsten Olsen (père de Anna Olsen)
- Xavier Laufenberg
- Clélia Berthier

## Fusées et capsules

### HEAT-1X – Tycho Brahe (2011)
Entre 2008 et 2014, Copenhagen Suborbitals a testé la technologie du moteur hybride, utilisant différents comburants liquides (oxygène liquide, protoxyde d'azote) avec différents carburants solides (paraffine solide, polyuréthane, époxy). La fusée HEAT-1X est la synthèse de ces travaux.

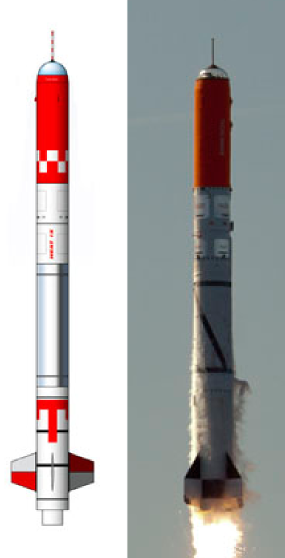
Dessin de la fusée HEAT-1X et photo de la fusée réelle.

HEAT-1X (Hybrid Exo Atmospheric Transporter) est le lanceur utilisé pour propulser la capsule spatiale Tycho Brahe, l’ensemble formant la fusée HEAT-1X Tycho Brahe. Le modèle final a été la synthèse des nombreux tests de propulsion hybride menés par Copenhagen Suborbitals. 
Lors d’un test au sol du moteur de la future fusée HEAT-1X, il est apparu que la combustion était instable et irrégulière, avec une part du carburant qui fondait au lieu de se vaporiser. Il en résultait un manque de poussée et des oscillations de poussée. En conséquence, le couple d’ergols finalement retenu pour le vol a été l’oxygène liquide comme comburant et le polyuréthane solide comme carburant.
La stabilisation en vol était assurée par des ailerons passifs. L’ensemble formait une fusée techniquement relativement basique même si elle était très grosse pour une fusée d’amateur. L’objectif pour Copenhagen Suborbitals avec ce vol était de démontrer sa capacité à opérer des fusées lourdes en mer et à faire voler une capsule à l’échelle 1, potentiellement habitable.

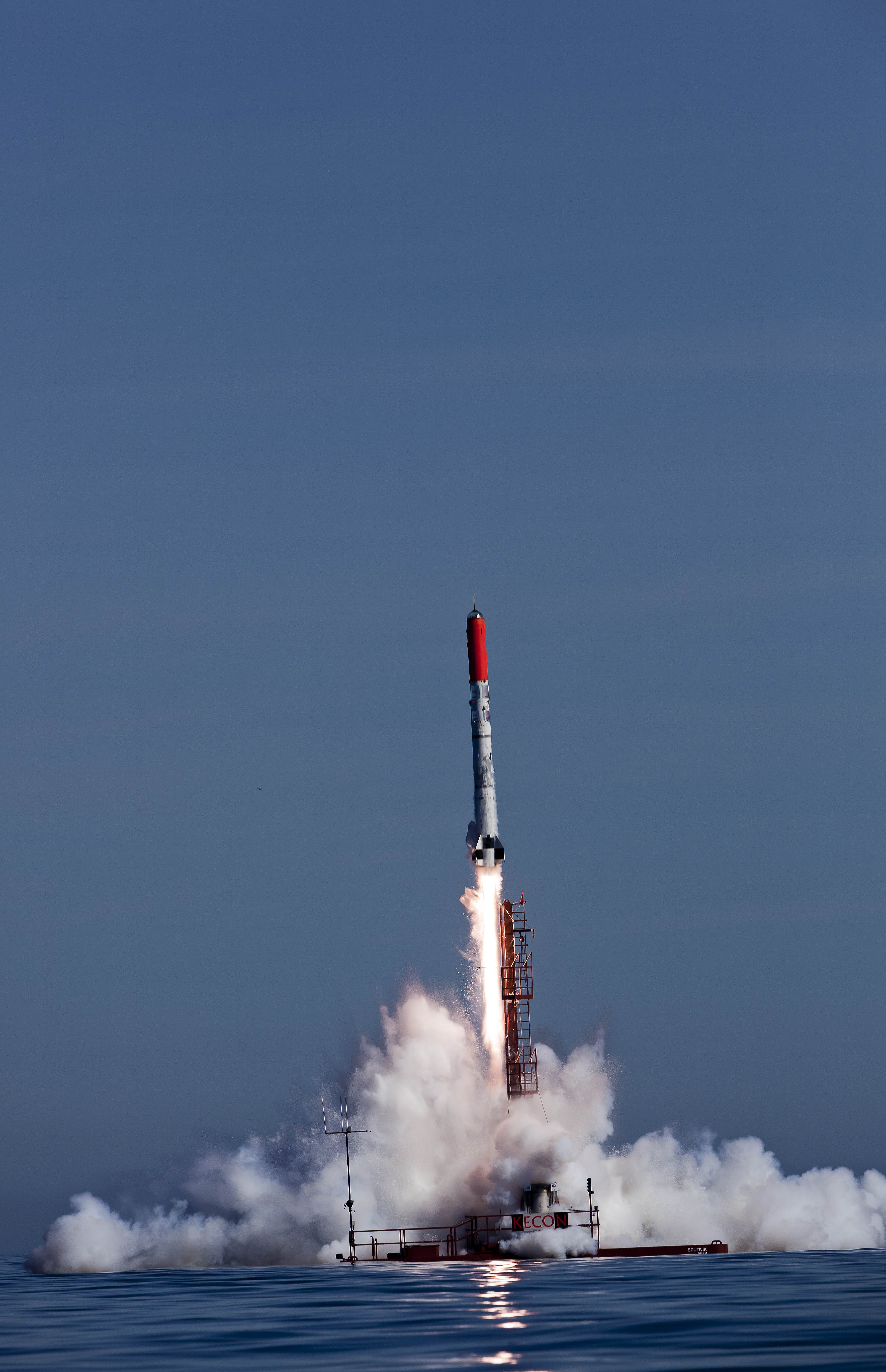
Lancement du HEAT 1X Tycho Brahe le 3 juin 2011.

La fusée a été tirée avec succès le 3 juin 2011 à 16:32 heure locale (CEST) (14:32 GMT) et s’est élevée jusqu’à 2 000 m avant que le contrôle de vol ne coupe la propulsion prématurément après 21 secondes en raison d’une dérive de trajectoire. Les mesures de bord ont été perdues lorsque la fusée a coulé en mer mais le problème semblait consécutif à un défaut d’alignement de 1,2° du moteur avec la fusée. Le guidage passif par ailerons n’ayant pas la capacité de corriger de telles dérives.
La micro capsule Tycho Brahe (MSC – Micro Space Craft) a été nommée en hommage à l’astronome Danois Tycho Brahe. C’était un cylindre pressurisé coiffé d’un dôme en PMMA (nom commercial Plexiglass) pouvant accueillir une personne. L’occupant aurait été en mesure d’avoir une vue à 360° et aurait volé dans une position semi assise, semi debout, imposée par le diamètre réduit de la capsule. Cette position nécessitait un siège particulier ainsi que le port d’une combinaison anti-g pour éviter une perte de connaissance due à un afflux sanguin brutal dans les membres inférieurs. Un compartiment dédié contenait les parachutes hautes et basses vitesses nécessaires au ralentissement de la capsule avant son amerrissage. Le volume résiduel interne de la capsule devant permettre d’assurer sa flottabilité le temps que le passager soit récupéré.
Lors du vol de la HEAT-1X, la capsule Tycho Brahe était inhabitée et occupée par un mannequin de crash test. À la suite de ce vol, l’équipe de Copenhagen Suborbitals a abandonné ce concept de capsule en raison de problèmes physiologiques posés par les fortes accélérations, difficiles à supporter dans cette posture particulière. La capsule est désormais exposée au planétarium Tycho Brahe à Copenhague.
Bien que n’ayant pas atteint son altitude cible, le vol de la HEAT-1X est toutefois considéré comme un grand succès par Copenhagen Suborbitals car il a démontré sa capacité à opérer des fusées lourdes et à fabriquer des capsules habitables. Les retombées médiatiques de ce vol ont également été très bénéfiques pour Copenhagen Suborbitals et indispensables à son mode de financement participatif.
Entre 2008 et 2012, Copenhagen Suborbitals a réalisé plus de 30 tests de moteurs hybrides sur leur site de Refshaleøen, de toutes tailles et avec différents couples d’ergols. Finalement, en 2012, Copenhagen Suborbitals a décidé d’arrêter de travailler sur la propulsion hybride pour se focaliser sur la propulsion à ergols liquides avec le couple oxygène liquide/éthanol.

### Tycho Deep Space (2012)

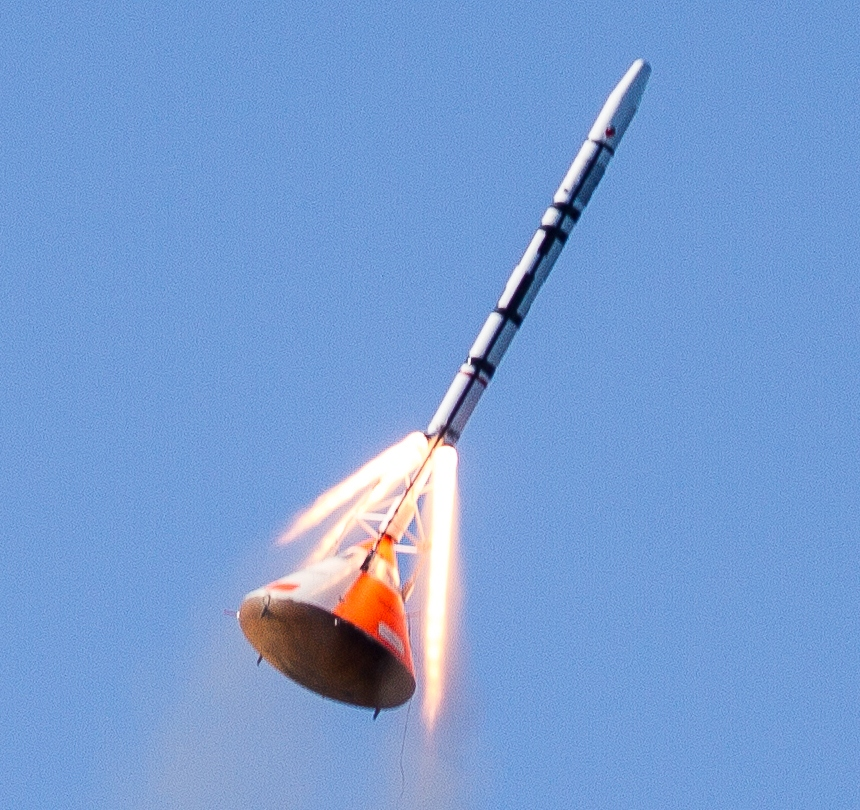
Tir du Tycho Deep Space en août 2012.

Tycho Deep Space est une capsule habitée, développée par Kristian Von Bengtson. Un exemplaire non habité a été lancé le 12 août 2012 depuis la plateforme Sputnik en mer Baltique. Ce test visait à tester le système de sauvetage de la capsule constitué d’une tour de sauvetage positionnée au-dessus de la capsule, comme sur de nombreuses capsules (Soyouz, Mercury, Gemini, Apollo).
Le lancement a été un succès mais n’a pas permis d’atteindre une altitude suffisante pour que le parachute se déploie. La capsule a été partiellement endommagée lors de son impact avec la mer.
À la suite des enseignements de la capsule Tycho Brahe, la capsule faisait deux mètres de diamètre pour pouvoir installer un astronaute en position horizontale, allongé sur le dos, position dans laquelle il serait à même de supporter les accélérations et décélérations.

### Smaragd (2012)

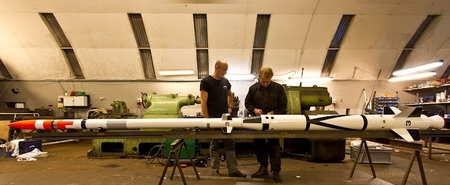
Fusée Smaragd durant son assemblage

La fusée Smaragd (émeraude en français) est une fusée à deux étages de 5,7 m de haut. Elle pèse 146 kg dont 47 kg d’ergols et utilise une propulsion hybride brûlant le couple d'ergols protoxyde d'azote/polyuréthane. La fusée avait pour objectif de tester en vol différentes technologies. Le 27 juillet 2012, l’équipe quitta le port de Nexø pour rejoindre la zone de tir. Après quelques problèmes initiaux avec les commandes de tir, la fusée fut lancée avec succès. Elle atteint l’altitude de 8,2 km. Il fut évident dès le décollage que le cône avant contenant l’électronique avait été cassé par le décollage, probablement à cause de la forte accélération estimée à 20 g. Les deux étages ont toutefois parfaitement fonctionné, le second étage étant mis à feu par une mèche à combustion lente, indépendamment de l’électronique embarquée.

### Sapphire (2013)
Sapphire était une fusée de 5,38 m à propulsion hybride protoxyde d’azote/polyuréthane. Elle avait pour objectif de valider le guidage actif par déflecteur de jet développé par Copenhagen Suborbitals. Elle a été lancée avec succès le 23 juin 2013 et a atteint l’altitude de 8 253 m. Elle est la dernière fusée à propulsion hybride lancée par Copenhagen Suborbitals et a démontré la qualité du système de guidage utilisé depuis sur toutes les fusées de l’association.

### HEAT-2X et TM-65 (2014)
Après le vol de la HEAT-1X à propulsion hybride, il est devenu évident pour Copenhagen Suborbitals que ce type de propulsion ne permettrait pas d’atteindre les 100 km d’altitude. Copenhagen Suborbitals a donc décidé de mettre au point une motorisation à ergols liquides.
Le TM-65 était un moteur à ergols liquides utilisant de l’éthanol et de l’oxygène liquide. Ce moteur de 65 kN de poussée devait propulser la fusée HEAT-2X. Le moteur a été testé au banc en mai 2012 avec succès à 50% de sa puissance nominale.
Le moteur a ensuite été monté sur la fusée HEAT-2X qui devait propulser une capsule habitable de 80 kg à l’échelle 1/3. La fusée n’a pas volé et a été testée lors d’une mise à feu statique au printemps 2014. Lors de ce test, une soudure de la double peau de la tuyère assurant le refroidissement de celle-ci par circulation d’éthanol s’est rompue entraînant l’expulsion de la totalité de l’éthanol en 3 secondes, conduisant à un feu massif et à l’échec du test.
À la suite de cet échec, la fusée prévue pour atteindre l’espace (HEAT 1600), qui devait utiliser quatre moteurs TM-65 avec des turbopompes a été annulée. À cette époque, Peter Madsen, membre fondateur et promoteur du moteur TM-65 a quitté Copenhagen Suborbitals. L’équipe restante a décidé de mettre fin à l’étude du moteur TM-65 et de la fusée HEAT 1600 pour se consacrer à une nouvelle famille de moteur, la classe BPM et à la fusée Spica.

### Fusées Nexø, premières étapes vers Spica

#### BPM-2 et BPM-5

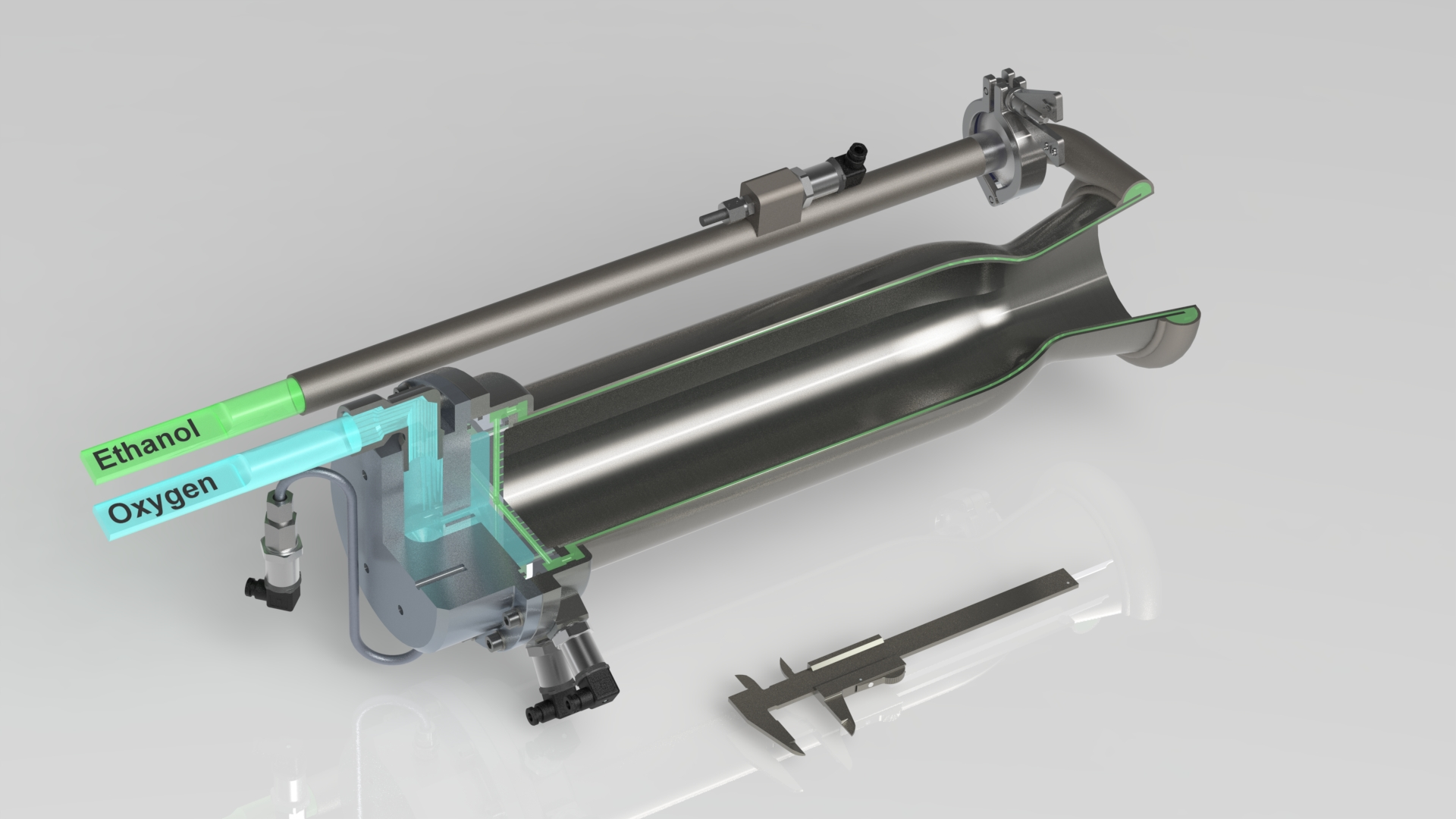
Moteur BPM5, vue en coupe.

En 2014 et 2015, Copenhagen Suborbitals a conçu et testé une série de moteur de faible puissance ayant des poussées de 2 et 5 kN. Le moteur BPM-5 de 5 kN de poussée a servi ensuite à propulser les fusées Nexø I et II. Ces moteurs utilisent le même couple d’ergols que le futur BPM-100 de la fusée Spica. Le comburant est l’oxygène liquide et le carburant est un mélange de 75 % d’éthanol et de 25 % d’eau. L’ajout d’eau fait perdre un peu de performance au moteur mais diminue grandement la température des gaz, ce qui le rend plus facile à refroidir, concevoir et à fabriquer. L’objectif de ces moteurs était de valider les performances de ce type de propulsion et d’apprendre à maîtriser ces ergols, la conception, la fabrication et le pilotage de moteurs les utilisant.
Les moteurs ont parfaitement fonctionné, conformément aux calculs préalables. Ils ont été testés sur banc dans une multitude de configurations et avec des variantes de carburant, telles que l’ajout de différents pourcentages d’eau ou de TEOS par exemple. Différents matériaux de déflecteur de jet (cuivre, graphite) ont également été testés.
Caractéristiques principales du BPM-5, :
- Type : Moteur à ergols liquides, alimentation par pressurisation dynamique des réservoirs
- Poussée : 5000 N au niveau de la mer
- Carburant : éthanol 75 % / eau 25 %
- Comburant : oxygène liquide
- Impulsion spécifique : 200 secondes
- Pression des réservoirs : 20 bars
- Pression de la chambre de combustion : 15 bars
- Durée de fonctionnement sur Nexø I et II : 45 secondes
- Consommation d'ergols : 2,56 kg/s
- Perte de poussée due aux déflecteurs de jet en graphite ≈ 10 %
- Refroidissement de la tuyère par circulation de carburant (Pth 180 kW, ΔT entré/sortie : 40 K)

Comme le TM-65, le moteur BPM-5 est refroidi par circulation d’éthanol dans la double paroi de la tuyère.
Lors des premiers tests en 2015, le moteur était alimenté par une pressurisation passive des réservoirs, qui voyait leur pression baisser à mesure qu’ils se vidaient. Les réservoirs ont ensuite été équipés d’une régulation dynamique de la pression par hélium, pour fournir une alimentation en ergols constante au moteur. La fusée Nexø II qui a volé en août 2018 en était équipée et a validé en vol cette technologie.
Copenhagen Suborbitals a renoncé à équiper ses moteurs d'une alimentation par turbopompe. Le groupe a jugé que le développement d'une telle solution, bien que plus performante n'était pas à leur portée. Leurs calculs de profil de vol montrant par ailleurs que la technique de pressurisation des réservoirs, moins performante, est suffisante pour atteindre leur objectif et leur fera gagner du temps.

#### Nexø I (2016)
Nexø I a été lancée le 23 juillet 2016. Elle est la première fusée de Copenhagen Suborbitals à utiliser un moteur à ergols liquide, le BPM-5 de 5 kN de poussée. Le vol a été un succès partiel puisque l’altitude visée n’a pas été atteinte. L’alimentation en oxygène du moteur a été insuffisante à la suite d'un mauvais remplissage du réservoir. Lors de celui-ci, le niveau du réservoir était estimé d’après sa pression, qui était prématurément élevée à la suite de l’évaporation d’une partie de l’oxygène liquide. Ce mauvais remplissage a conduit à l'alimentation du moteur avec un mélange d'oxygène liquide et gazeux, ce qui a déséquilibré la stœchiométrie de l'alimentation en carburant. En conséquence, l'éthanol a été injecté trop rapidement dans le moteur tout en ne pouvant pas brûler par manque d'oxygène. Le moteur a produit une poussée plus faible que prévu et a fonctionné moins longtemps, ce qui a conduit la fusée à une altitude moindre.
Copenhagen Suborbitals a cependant validé au cours de ce vol le fonctionnement du moteur BPM-5, la robustesse du guidage de vol même en conditions de poussée anormalement faible et la mise en œuvre d’une fusée à ergols liquide depuis la mer.

#### Nexø II (2018)
Nexø II reprend la conception générale de Nexø I et le moteur BPM-5. La différence principale vient de l’ajout d’un système de régulation dynamique de pression qui compense la chute de pression des réservoirs à mesure qu’ils se vident, via l’injection d’hélium. Cette régulation dynamique de pression (DPR : Dynamic Pressur Regulation) permet au moteur de fonctionner plus efficacement et de présenter une impulsion spécifique plus constante au cours du vol. Nexø II utilise par ailleurs une jauge de niveau d’oxygène liquide capacitive conçue par Copenhagen Suborbitals afin d’éviter de reproduire le problème de remplissage de Nexø I.
La fusée a été lancée avec succès le 4 août 2018 depuis la mer Baltique et a atteint l'altitude de 6 500 m.

### Spica

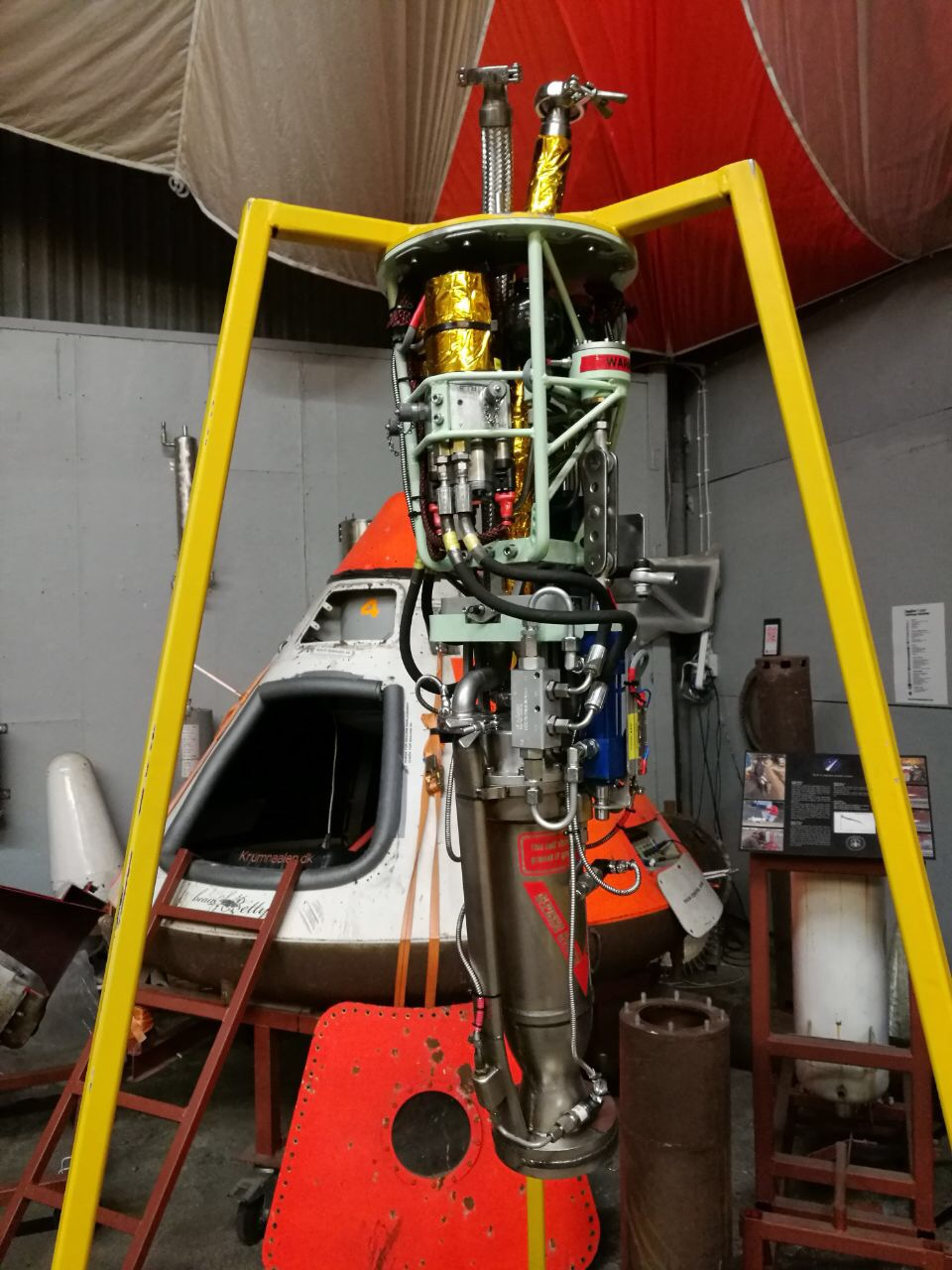
BPM-5 orientable

En 2014, Copenhagen Suborbitals a établi les bases de la conception du lanceur Spica et de la capsule habitée associée,,. La fusée doit être haute de 12 à 14 m pour un diamètre de 950 mm. Elle sera motorisée par un moteur unique à ergols liquides de 100 kN de poussée, le BPM-100. Les ergols retenus sont l’oxygène liquide et l’éthanol pour leur facilité de mise en œuvre et leur innocuité en cas de dispersion en mer. Le moteur est alimenté par pressurisation des réservoirs par de l’hélium via un système de régulation de pression dynamique appelé DPR (Dynamic Pressure Regulation). L’alimentation par turbopompe a été testée par Copenhagen Suborbitals mais non retenue bien que plus performante en raison de sa grande complexité. Le guidage sera effectué par orientation de la tuyère via des vérins, une électronique de pilotage et un logiciel de guidage conçu par Copenhagen Suborbitals. Une version orientable du BPM-5 a déjà été testée au banc le 30 octobre 2016.
Ainsi, à ce jour (2018), une large part des techniques clés du lanceur Spica ont été testées et mises au point sur les classes de lanceurs expérimentaux Sapphire et Nexø au cours de vols en 2013, 2016 et 2018 :
- Structure de fusée de grande taille (HEAT-1X)
- Technique des moteurs à ergols liquides oxygène/éthanol (BPM-5)
- Pilotage de la fusée (Sapphire, Nexø I et II)
- Régulation dynamique de la pression des réservoirs (Nexø II)
- Tuyère orientable (BPM-5)
- Parachutes haute et basse vitesse (Nexø II)
- Capsule habitable (Heat-1X et Tycho Brahe Deep Space)

Pour la fusée Spica, les paramètres de vols calculés sont les suivants:
- Dimensions : diamètre 950 mm, longueur 13 m
- Masse au décollage : 4 000 kg
- Masse de la capsule avec passager : 300 kg
- Masse de carburant : 2 600 kg
- Poussée au décollage : 100 kN
- Durée de fonctionnement du moteur : 90 s
- Pression dans la chambre de combustion : 15 bars
- Impulsion spécifique : 175 s au niveau de la mer, 225 s à la coupure du moteur
- Consommation de carburant : 60 kg/s au décollage
- Altitude atteinte : 105 km après 200 s de vol
- Vitesse maximale : 1 000 m/s (Mach 3) à la coupure du moteur, à 50 km d'altitude
- Accélération maximale : 2,25 g

## Récapitulatif des fusées lancées par Copenhagen Suborbitals
| Nom                  | HEAT-1X                                                                                                 | Smaragd                                                                         | Sapphire                                         | Nexø I                                                                                                | Nexø II                                              | Spica                                                |
| -------------------- | --- | ------------------------------------------------------------------------------- | ------------------------------------------------ | --- | ---------------------------------------------------- | ---------------------------------------------------- |
| Date de lancement    | 03/06/2011                                                                                              | 27/07/2012                                                                      | 23/06/2013                                       | 23/07/2016                                                                                            | 04/08/2018                                           | Pas de date planifiée                                |
| Masse au décollage   | 1 630 kg                                                                                                | 146 kg (33+14 kg d’ergols)                                                      | 203 kg (58 kg d’ergols)                          | 205 kg                                                                                                | 292 kg (114 kg d’ergols)                             | 4 000 kg (2 600 kg d’ergols)                         |
| Diamètre             | 650 mm                                                                                                  | 200 mm / 133 mm                                                                 | 22 cm                                            | 300 mm                                                                                                | 300 mm                                               | 955 mm                                               |
| Hauteur              | 9,38 m                                                                                                  | 5,72 m                                                                          | 5,38 m                                           | 5,6 m                                                                                                 | 6,7 m                                                | 13 m                                                 |
| Altitude maximale    | 2 021 m                                                                                                 | 8 200 m                                                                         | 8 253 m                                          | 1 500 m                                                                                               | 6 500 m                                              | 105 km                                               |
| Moteur               | na | na                                                                              | na                                               | BPM-5                                                                                                 | BPM-5                                                | BPM-100                                              |
| Ergols               | LOX / polyuréthane                                                                                      | Protoxyde d’azote / polyuréthane                                                | Protoxyde d’azote / polyuréthane                 | LOX / 75% éthanol 25% eau                                                                             | LOX / 75% éthanol 25% eau                            | LOX / 75% éthanol 25% eau                            |
| Impulsion spécifique | 149 s                                                                                                   | 216 s et 145 s                                                                  | 181 s                                            | 200 s                                                                                                 | 200 s                                                | 200 s                                                |
| Objectif             | Démonstration de décollage avec une capsule habitable                                                   | Fusée à deux étages. Altitude 20km                                              | Validation du guidage par déflecteurs de poussée | Validation de la propulsion à carburant liquide                                                       | Validation de la régulation dynamique des réservoirs | Envoyer une capsule habitable dans l’espace (>100km) |
| Succès / Échec       | Succès partiel : défaut d’alignement du moteur, propulsion coupée prématurément par le contrôle de vol. | Succès partiel : perte du cône avant au décollage, altitude visée non atteinte. | Succès                                           | Succès partiel : problème de remplissage du réservoir d’oxygène liquide, altitude visée non atteinte. | Succès Altitude moindre qu'espérée                   | En projet, tir non effectué                          |

## Records et principales réalisations de Copenhagen Suborbitals
- Fusée amateur la plus puissante à avoir été lancée (Heat-1X)
- Première fusée amateur à avoir volé en emportant une capsule habitable à l’échelle 1
- Première commande MECO (Main Engine Cut-Off) : coupure à distance du moteur principal, à avoir été envoyée, reçue et effectuée, sur une fusée amateur
- Première organisation amateur à avoir mis en œuvre des fusées depuis la mer, notamment à carburant liquide.

Le 3 octobre 2013, Copenhagen Suborbitals a été récompensé par le "Breitling Milestone Trophy" par la Fédération aéronautique internationale lors d’une cérémonie à Kuala Lumpur.
Le spationaute Danois Andreas Mogensen, premier Danois à être allé dans l’espace a publiquement félicité Copenhagen Suborbitals depuis l’ISS lors de son séjour en 2015. Il avait rejoint l’ISS le 2 septembre 2015 via le vol Soyouz TMA-18M, au départ du Kazakhstan.

## Groupe de soutien
Le 5 octobre 2010, un groupe de supporter a créé le Copenhagen Suborbitals Support group (CSS). Le principal but de ce groupe est de supporter Copenhagen Suborbitals économiquement, moralement et physiquement dans leur mission. Deux jours après sa création, CSS comptait 100 membres, dix jours après 500 membres étaient inscrits. En 2014, un millier de membres était enregistrés. Au travers d’une cotisation mensuelle, les membres assurent l’essentiel du budget mensuel de Copenhagen Suborbitals, en complément de nombreux dons en nature ou de dons de service. En 2015, le budget mensuel de Copenhagen Suborbitals était de l’ordre de 14 000€.